# Lac Felipe
Le lac Felipe est un petit lac andin d'origine glaciaire situé en Argentine, à l'ouest de la province de Río Negro, dans le département de Bariloche, en Patagonie.

## Description

Carte du parc national Nahuel Huapi.

Le lac Felipe se trouve sur le territoire du parc national Nahuel Huapi. Il s'allonge du sud-ouest au nord-est sur quelque 900 mètres. 
Ses rives sont recouvertes d'un dense manteau forestier et dépourvues d'établissement humain. 
Le lac fait partie du bassin versant du río Manso. Il déverse ses eaux dans le lac Julio Roca dont il n'est séparé que par un court émissaire, long de 300 mètres, l' arroyo Felipe. Il appartient de ce fait au bassin de l'Océan Pacifique.

## Pêche
La pêche est interdite dans le lac Felipe. Il est en effet un lieu de reproduction naturel important pour les poissons des différents lacs de la zone, ce qui garantit de bonnes pêches dans ces derniers, et notamment dans le lac Julio Roca très poissonneux.

## La forêt
Les forêts qui entourent le lac sont denses et composées des nombreuses espèces de la 
« selve valdivienne ». Tout le bassin du lac bénéficie d'une protection particulière, étant donné qu'il se trouve dans la zone de réserve stricte du parc national. Il faut une autorisation spéciale pour y pénétrer. Certains montagnistes et naturalistes la visitent. 